# Euthalia undosa
Euthalia undosa är en fjärilsart som beskrevs av Hans Fruhstorfer 1906. Euthalia undosa ingår i släktet Euthalia och familjen praktfjärilar. Inga underarter finns listade i Catalogue of Life.